# Melque de Cercos
Melque de Cercos – gmina w Hiszpanii, w prowincji Segowia, w Kastylii i León, o powierzchni 18,59 km². W 2011 roku gmina liczyła 97 mieszkańców.